# Skirbeck
Skirbeck – dzielnica miasta Boston, w Anglii, w Lincolnshire, w dystrykcie Boston. W 2011 roku dzielnica liczyła 5619 mieszkańców.
Skirbeck jest wspomniane w Domesday Book (1086) jako Sc(h)irebec.